# Culicoides maculiscutellaris
Culicoides maculiscutellaris är en tvåvingeart som beskrevs av Tokunaga 1959. Culicoides maculiscutellaris ingår i släktet Culicoides och familjen svidknott. Inga underarter finns listade i Catalogue of Life.